# Oliver Kostić
Oliver Kostić (* 20. Februar 1973 in Pirot) ist ein serbischer Basketballtrainer.

## Leben
Als Spieler stand Kostić zwischen 1988 und 1996 erst für KK Bosna Sarajevo, dann für Winner Broker Niš auf dem Feld. 1997 trat er das Traineramt beim jugoslawischen Zweitligisten KK Alfa Niš an, dort blieb er bis 2001 und war dann für KK Pirot (ebenfalls zweite Liga) tätig. In der Saison 2003/04 war Kostić als Assistenztrainer beim deutschen Bundesligisten Mitteldeutscher BC angestellt und gewann mit der Mannschaft den FIBA Europe Cup. 2004/05 gehörte er zum Trainerstab von Henrik Dettmann bei BS Energy Braunschweig in der Bundesliga, in der Sommerpause 2005 wechselte Kostić zu Virtus Rom nach Italien und wurde dort Assistent von Svetislav Pesić. 2007/08 war Kostić Co-Trainer von Pesić bei Dynamo Moskau, von 2008 bis 2010 bei Roter Stern Belgrad (erneut unter Pesić) und ab 2010 bei Žalgiris Kaunas in Litauen. 2013 verließ er Kaunas und nahm zur Saison 2013/14 beim bulgarischen Erstligisten Lukoil Akademik Sofia die Stelle des Cheftrainers an. Im November 2013 wurde er nach vier Niederlagen in Folge in Sofia entlassen.
2014 wechselte Kostić zum FC Bayern München und wurde dort Trainer der zweiten Herrenmannschaft sowie der U19-Jugend. Letztere Mannschaft führte er im Frühjahr 2015 zum Gewinn der deutschen Meisterschaft und wurde daraufhin als Trainer des Jahres der Nachwuchs-Basketball-Bundesliga ausgezeichnet. In der Saison 2015/16 stieg der FC Bayern München II unter Kostić als Meister der 1. Regionalliga-Südost in die 2. Bundesliga ProB auf. Er betreute die Mannschaft bis zum Ende der Saison 2017/18, danach war er ausschließlich als Assistenztrainer der Münchener Profis tätig, nachdem er ab der Verpflichtung von Dejan Radonjić im April 2018 als dessen Assistent bereits für die Bundesligamannschaft tätig gewesen war. Er gehörte während der NBA-Sommerliga 2019 als Assistenztrainer zum Stab der Houston Rockets. Als sich der FC Bayern München im Januar 2020 von Radonjić trennte, wurde Kostić ins Cheftraineramt befördert. Beim Bundesliga-Saisonschlussturnier, das im Juni 2020 in München ausgetragen wurde, um nach der Zwangspause aufgrund der Ausbreitung von COVID-19 den deutschen Meister zu ermitteln, schied er mit den FC Bayern München im Viertelfinale aus. Im Juli 2020 wurde er von Andrea Trinchieri als Bayerns Cheftrainer abgelöst.
Im November 2021 wurde Kostić bei der serbischen Nationalmannschaft Assistenztrainer von Svetislav Pesić. Kostić trat im Sommer 2023 das Amt des Cheftrainers des litauischen Erstligisten Juventus Utena an. Nach dem Ende der Saison 2023/24 trennte man sich wieder. Vom Fachmedium Eurobasket.com wurde Kostić als Trainer des Jahres der litauischen Liga ausgezeichnet.